# NIKKEI NEWS NEXT
『NIKKEI NEWS NEXT』（にっけい ニュース ネクスト）は、BSテレ東で2024年7月1日から月曜日から金曜日の夜に生放送されている経済を中心とした報道番組である。

## 概要
『日経ニュースプラス9』の後継番組である。メインキャスターは引き続き八木ひとみが担当するほか、各曜日のコメンテーター3人も『日経ニュースプラス9』から続投し、前番組を踏襲する形になっている。
一方、バーチャルスタジオの採用、新コーナーの開始など、リニューアルする部分もある。

## 日経サタデー〜ニュースの疑問〜
『プラス9』の姉妹番組で土曜日の朝に放送する『日経プラス9サタデー ニュースの疑問』についても、『日経サタデー〜ニュースの疑問〜』に改題する。

## 現在の出演者
| 月曜日                           | 火曜日                           | 水曜日                                 | 木曜日                         | 金曜日                           |
| メインキャスター                 | メインキャスター                 | メインキャスター                       | メインキャスター               | メインキャスター                 |
| -------------------------------- | -------------------------------- | -------------------------------------- | ------------------------------ | -------------------------------- |
| 八木ひとみ（フリーアナウンサー） |                                  |                                        |                                |                                  |
| コメンテーター                   |                                  |                                        |                                |                                  |
| 峯岸博（日本経済新聞編集委員）   | 小柳建彦（日本経済新聞編集委員） | 山根小雪（日経BP総合研究所主任研究員） | 山川龍雄（テレビ東京解説委員） | 大塚節雄（日本経済新聞編集委員） |
| キャスター                       |                                  |                                        |                                |                                  |
| （不在）                         | （不在）                         | （不在）                               | （不在）                       | トラウデン直美                   |
| ニュースキャスター               |                                  |                                        |                                |                                  |
| 嶺百花                           | 古旗笑佳                         | 冨田有紀                               | 立川周                         | 島田弘久                         |

## 過去の出演者
|            |            | メイン     | コメンテーター | コメンテーター | コメンテーター | ニュースキャスター | ニュースキャスター | ニュースキャスター | ニュースキャスター | ニュースキャスター |
| 月・火曜日 | 水・木曜日 | メイン     | 金曜日         | 月曜日         | 火曜日         | 水曜日             | 木曜日             | 金曜日             |                    |                    |
| ---------- | ---------- | ---------- | -------------- | -------------- | -------------- | ------------------ | ------------------ | ------------------ | ------------------ | ------------------ |
| 2024.7.1   | 2024.9.27  | 八木ひとみ | 小柳建彦       | 山川龍雄       | 大塚節雄       | 古旗笑佳           | 中根舞美           | 古旗笑佳           | 冨田有紀           | 島田弘久           |
| 2024.9.30  | 現在       | 八木ひとみ | 小柳建彦       | 山川龍雄       | 大塚節雄       | 古旗笑佳           | 古旗笑佳           | 冨田有紀           | 立川周             | 島田弘久           |

## コーナー
- 全曜日
  - ビジネス・フラッシュ
- 月曜日
  - FTとの連動企画
- 火曜日
  - ローカルビジネスサテライト（LBS）
- 水曜日
  - Insight & Views
- 木曜日
  - 日経プライムシリーズとの連動企画
  - Show the NEXT from 日経BP
- 金曜日
  - 追跡！ニュースのリアル
  - 潜入！裏側探検隊
  - インベスターアカデミー

### 終了したコーナー
- 水曜日
  - サステナBIZ
- 金曜日
  - ヒットのクスリ